# Eveline Lemke

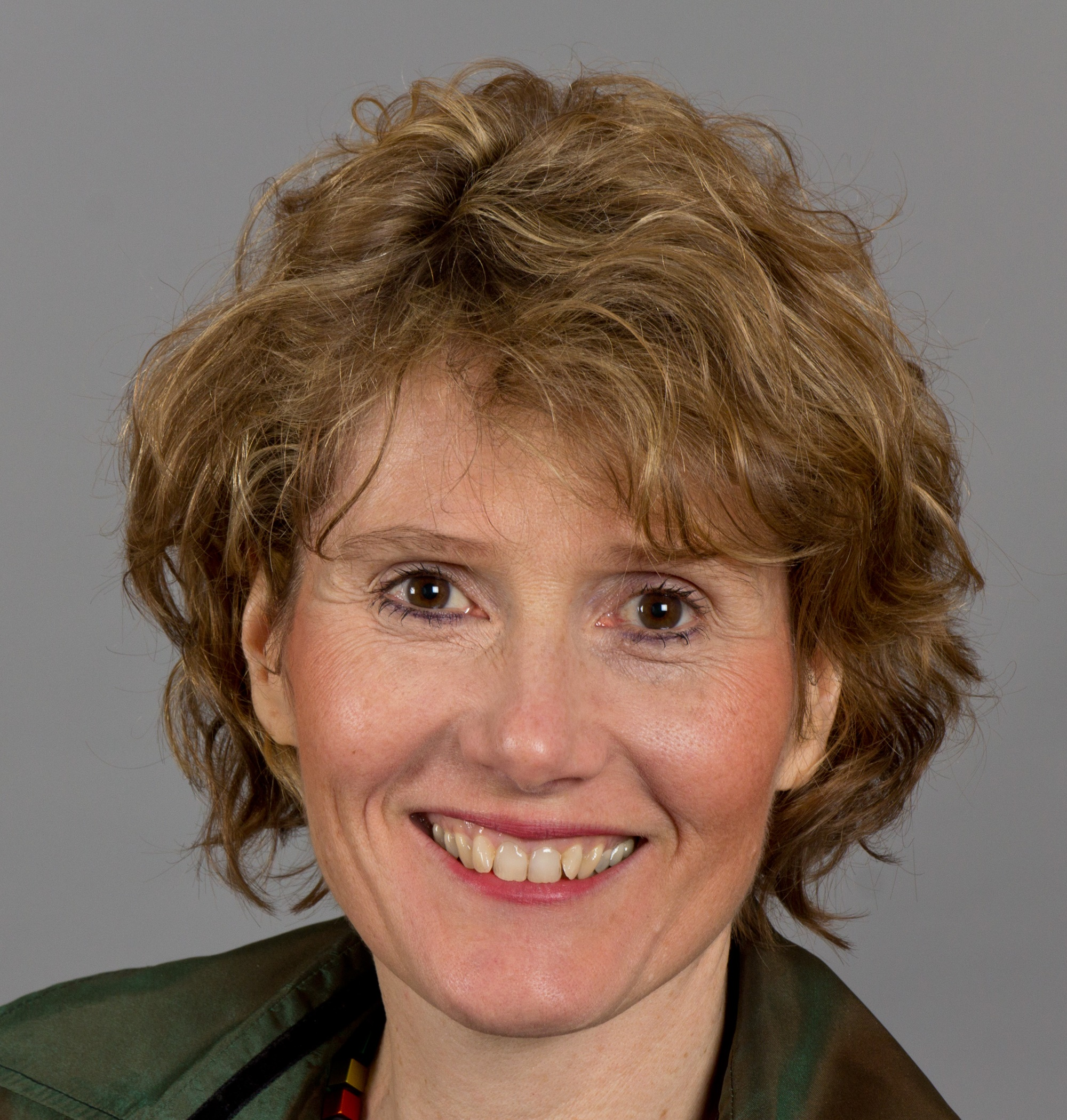
Eveline Lemke (2014)

Eveline Lemke (* 11. Juni 1964 in Hamburg) ist eine deutsche Unternehmensberaterin und ehemalige Politikerin (Bündnis 90/Die Grünen). Von 2008 bis 2011 war sie Sprecherin des grünen Landesverbands Rheinland-Pfalz. Vom 18. Mai 2011 bis 18. Mai 2016 amtierte sie in Rheinland-Pfalz als stellvertretende Ministerpräsidentin und Ministerin für Wirtschaft, Klimaschutz, Energie und Landesplanung.

## Leben

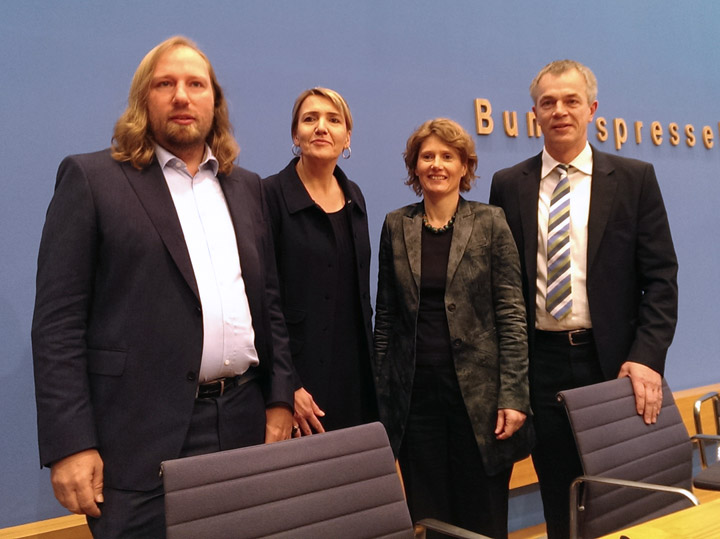
Bundespressekonferenz mit Anton Hofreiter und Simone Peter (von links)

Lemkes Vater Dietrich Lemke war GEW-Vorsitzender in Hamburg, dessen Bruder Willi Lemke in Bremen Senator und Manager von Werder Bremen (beide Mitglieder der SPD). Im Juli 1981 machte sie ein High-School-Diplom in Burlington (Vermont)/USA. Ihr deutsches Abitur erwarb Lemke im Juni 1984 am Gymnasium Bramfeld in Hamburg. Es folgte eine Ausbildung zur Fremdsprachensekretärin in den Sprachen Englisch und Spanisch an der Staatlichen Fremdsprachenschule Mittelweg, Hamburg-Rotherbaum, die sie 1985 erfolgreich abschloss. Anschließend machte sie bei der Carl Spaeter GmbH in Hamburg eine Ausbildung im Groß- und Außenhandel und erwarb im Mai 1987 ihren Abschluss. Zwischen Juli 1987 und November 1991 arbeitete Lemke bei der DEUMU (Deutsche Erz- u. Metall-Union GmbH) als Assistentin der Geschäftsführung, wo sie auch für Projektarbeit in der Datenverarbeitung und Organisation abgestellt wurde. 
Ihren beruflichen Wiedereinstieg als kaufmännische Angestellte fand sie ab März 2000 bis August 2005 bei Bündnis 90/Die Grünen im Hochtaunuskreis. Im Netzwerk Verband für Wirtschaft und Umwelt war sie von 2001 bis 2007 mit ELZ – Büro für betriebliche Beratung als Unternehmensberaterin tätig. Lemke ist seit 1995 aktives Mitglied bei Bündnis 90/Die Grünen. Von 2001 bis 2005 war sie Fraktionsvorsitzende in der Gemeindevertretung Neu-Anspach und gehörte kurze Zeit dem Kreistag des Hochtaunuskreises an. Im Jahr 2005 zog sie in den Westerwald.
Lemke lebt in Bad Bodendorf.

## Politische Tätigkeit in Rheinland-Pfalz

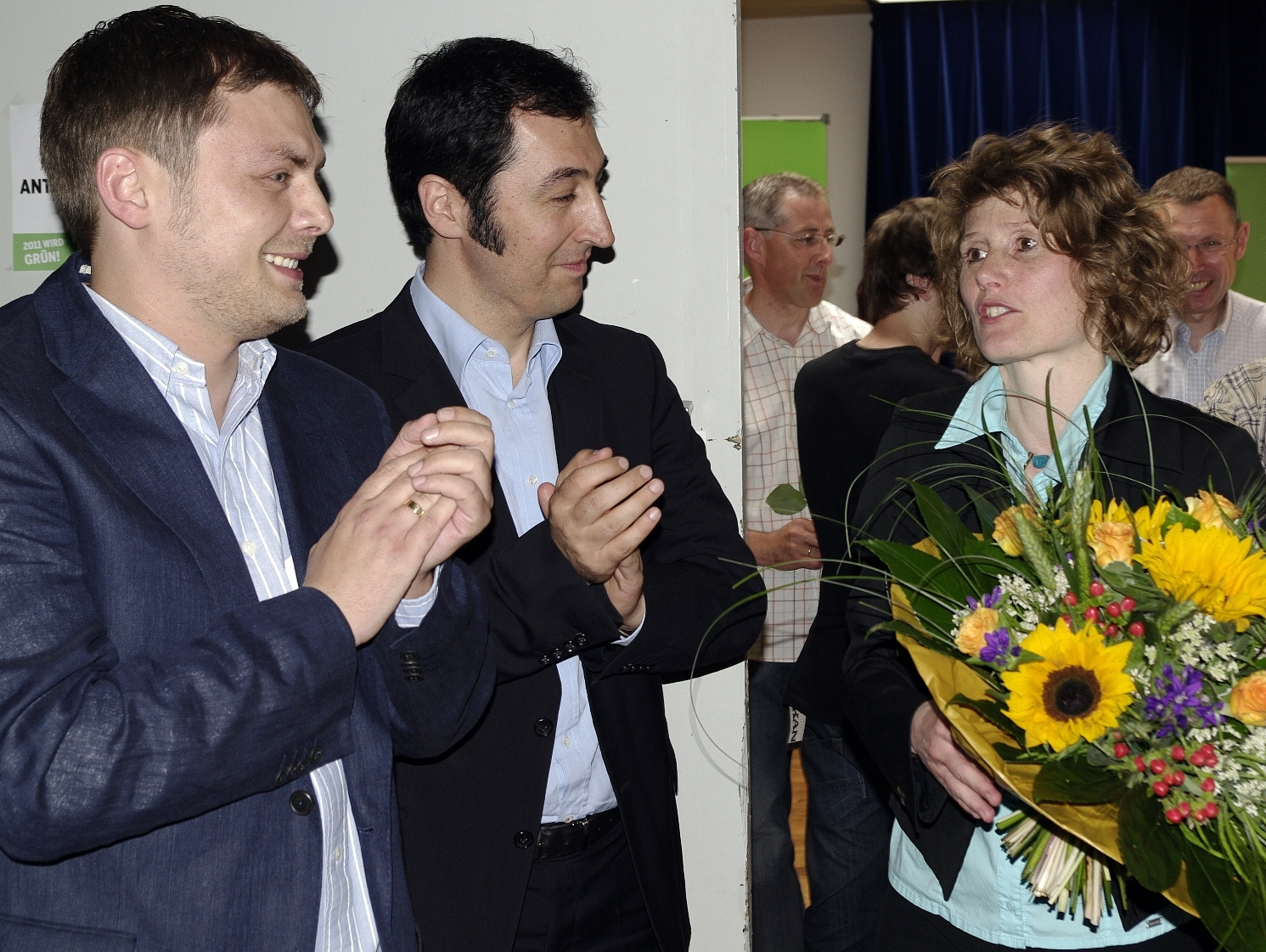
Mit Daniel Köbler (von links) und Cem Özdemir unmittelbar nach der Wahl zur Spitzenkandidatin

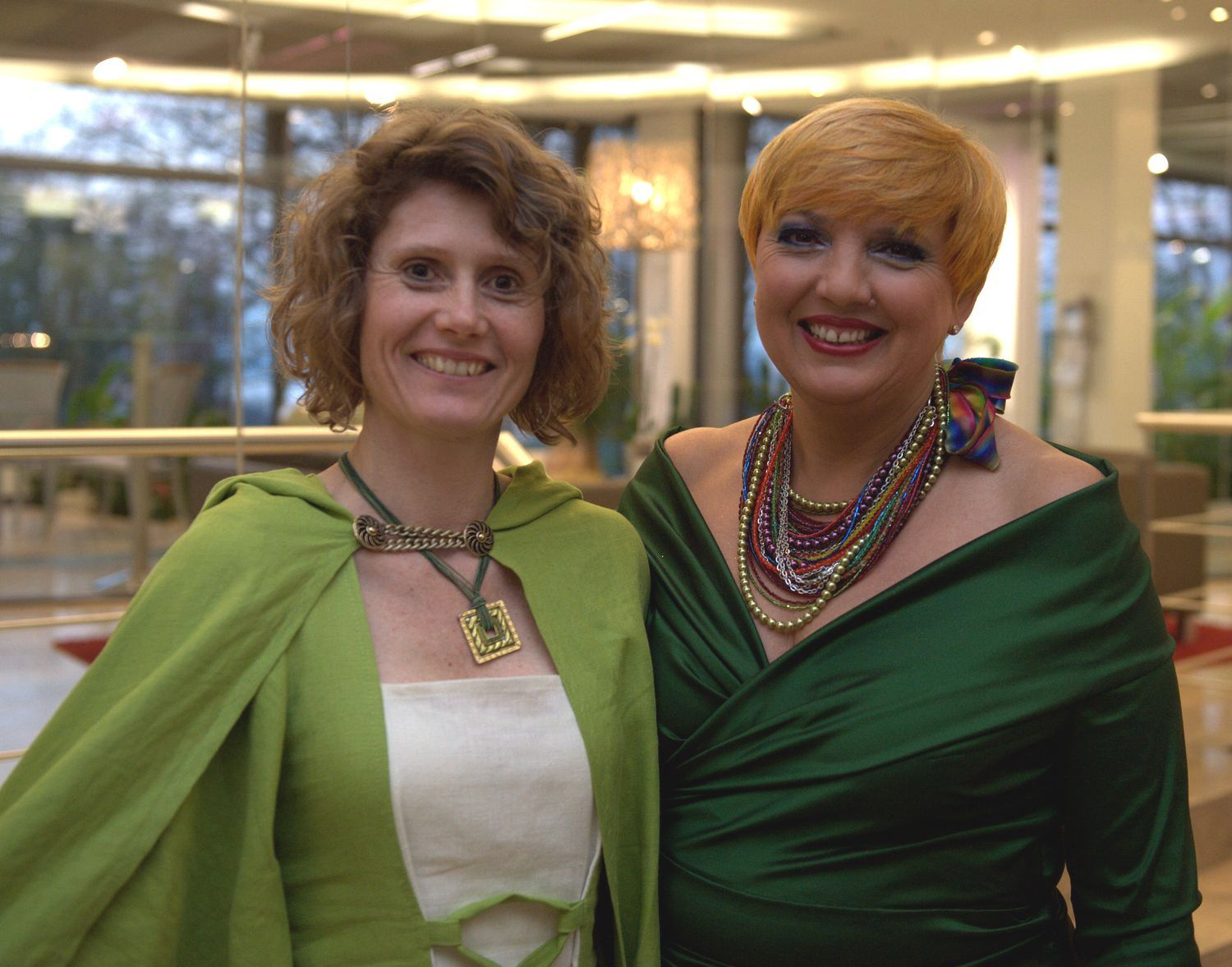
Eveline Lemke und Claudia Roth kurz vor Beginn der närrischen Traditionssitzung Mainz bleibt Mainz, wie es singt und lacht

Von Mai 2006 bis Dezember 2007 war sie Mitglied im Vorstand des Kreisverbands Altenkirchen. Im Juni 2008 wurde sie Beisitzerin im Vorstand des Kreisverbands Ahrweiler von Bündnis 90/Die Grünen und ist seit 2010 deren Vorstandssprecherin.
Im November 2006 wurde Eveline Lemke (zu dieser Zeit noch E. Lemke-Ziebeil) als Nachfolgerin von Tabea Rößner zur Sprecherin des Grünen Landesverbands Rheinland-Pfalz gewählt; dieses Amt trat sie zeitgleich mit ihrem Co-Sprecher Nils Wiechmann an. Zu dieser Zeit befand sich die Landespartei in einer schweren Krise, da sie ein halbes Jahr zuvor den Wiedereinzug in den Landtag nicht geschafft hatte. Im November 2008 bestätigte die Landesdelegiertenversammlung Lemke in ihrem Amt als Sprecherin, das sie bis 2011 innehatte. Vom 18. Juni 2011 bis zur Auflösung des Gremiums im Jahr 2013 war sie im Landesparteirat.
Als Spitzenkandidatin der rheinland-pfälzischen Grünen wurde Eveline Lemke bei der Landtagswahl am 27. März 2011 in Rheinland-Pfalz in den Landtag gewählt. Sie führte zusammen mit Daniel Köbler die Koalitionsverhandlungen mit der SPD unter Kurt Beck.
Am 18. Mai 2011 wurde Lemke vom rheinland-pfälzischen Ministerpräsident Kurt Beck zur Ministerin für Wirtschaft, Klimaschutz, Energie und Landesplanung der rot-grünen Landesregierung sowie zur stellvertretenden Ministerpräsidentin von Rheinland-Pfalz ernannt (Kabinett Beck V, Kabinett Dreyer I). Lemke koordinierte für die Rot-Grün regierten Länder die Verhandlungen im Gesetzesverfahren Standortauswahlgesetz zur Endlagerung von atomarem Müll. Das Gesetz passierte 2013 den Bundesrat.
Auf Landesebene widmete Lemke sich zunächst den Rahmengebungen zur Energiewende, wie dem Landesentwicklungsprogramm IV, Gründung der Energieagentur RLP und einer Innovationsstrategie für Rheinland-Pfalz. Im Mittelpunkt ihrer Arbeit im Ministerium für Wirtschaft, Klimaschutz, Energie und Landesplanung RLP (MWKEL) stand eine ressourcenschonende Industriepolitik, der Fachkräftemangel, die berufliche Bildung und eine nachhaltige Wirtschaftsentwicklung sowie die Klimapolitik. Unter ihrer Leitung führte das Ministerium einen regionalen Wohlfahrtsindex ein.
Zur Landtagswahl 2016 wurde Lemke erneut mit Daniel Köbler als Spitzenkandidaten für Bündnis 90/Die Grünen aufgestellt. Die Grünen zogen jedoch nur mit einem Wahlergebnis von 5,3 % in den Landtag ein. Mit der darauf folgenden Bildung einer Ampelkoalition in Rheinland-Pfalz (bestehend aus SPD, FDP und Grünen) endete ihre Amtszeit als Ministerin. Sie blieb vom 18. Mai 2016 bis 1. April 2017 Mitglied des rheinland-pfälzischen Landtages. Ihre Nachfolgerin wurde Katharina Binz.

## Berufliche Tätigkeit ab 2016
Am 19. Dezember 2016 wurde Eveline Lemke von Senat und Hochschulrat der privaten Karlshochschule International University in Karlsruhe einstimmig für acht Jahre zur Präsidentin gewählt. Dann wurde Kritik laut, Senat und Hochschulrat würden mit dieser Wahl gegen die Grundordnung der so akkreditierten Karlshochschule verstoßen, weil Lemke nicht über einen Hochschulabschluss verfüge. Heinz-Ulrich Schmidt, Vorsitzender des Hochschulrats der privaten Fachhochschule, entgegnete, der Senat habe mit seinem Votum für Lemke implizit auch die Grundordnung der Karlshochschule geändert.
Ende Juni 2017 trennten sich Lemke und die Karlshochschule wieder voneinander. Grund für dieses vorzeitige Auseinandergehen seien „grundlegend verschiedene und nicht vereinbare Ansichten über das Führungskonzept und die langfristige Positionierung“ der Karlshochschule. Von Hochschulseite wurde zugleich betont, die Trennung habe nichts mit Lemkes fehlendem Studienabschluss zu tun.
Die Hauptversammlung des Wiesbadener Windkraft-Projektentwicklers ABO Wind AG wählte Eveline Lemke im Juni 2017 in ihren Aufsichtsrat.
Im Jahr 2017 verfasste Eveline Lemke an der Leibniz-Universität Hannover eine Bachelor-Arbeit mit dem Titel: Zur Bedeutung des Upgrading von Elektroalt- und Gebrauchtgeräten in Deutschland.
Im Dezember 2017 gründete Eveline Lemke ein Beratungsunternehmen für den Bereich Kreislaufwirtschaft mit Firmensitz in Niederzissen. Dabei wollte sie mit David Wortmann und dem Verfahrenstechniker und Chemiker Michael Braungart als Partnern zusammenarbeiten. Die von Lemke gegründete Marke Thinking Circular (eingetragenes Warenzeichen) wurde im Juli 2018 in der Online-Plattform Sustainable Development Goals Help Desk angemeldet.

## Funktionen und Gremien
- Mitglied des Vorstandes der Stiftung für Innovation[14]
- Vorsitzende des Kuratoriums der Stiftung Rheinland-Pfalz für Innovation[15]
- Mitglied im Kuratorium des Forums für Zukunftsenergien[16]
- Mitglied des Bundesrates von Mai 2011 bis Mai 2016
- Stellvertretendes Mitglied der Kommission Lagerung hoch radioaktiver Abfallstoffe[17]
- Aufsichtsratsmitglied der ABO Wind AG (seit Juni 2017)[18]

Lemke engagierte sich im Sport, früher als Trainerin für Step-Aerobic und war dann kurzzeitig Vorsitzende des VfL Kirchen. Am 12. März 2011 wurde sie zur Präsidentin des Leichtathletik-Verbandes Rheinland gewählt, trat von diesem Amt am 18. Mai 2011 zurück.

## Co-Autorenschaft in politischer Funktion
- 2011, Koalitionsvertrag, Den sozial-ökologischen Wandel gestalten, SPD, Bündnis 90/Die Grünen, Rheinland-Pfalz, Mainz, 101 Seiten
- 2012 Perspektiven für Rheinland-Pfalz, Nachhaltigkeitsstrategie des Landes, Fortschreibung 2011, Ministerium für Wirtschaft, Klimaschutz, Energie und Landesplanung, Mainz, S. 5
- 2013 Das Morgen Denken, das Morgen gestalten, Regierungserklärung zu Nachhaltiger Wirtschaftspolitik in Rheinland-Pfalz im Landtag, Mainz, Plenum-Protokoll 3354

## Publikationen
- 2011 Wachstum erreicht immer das Niveau unserer Lebensphilosophie, TOP-Magazin-Mainz, Ausgabe 3, 5. Jahrgang, Mainz, S. 8–10
- 2011 Mit neuen Kompetenzen auf Herausforderungen reagieren in Rheinland-Pfalz, Das Wirtschaftsmagazin, Büro für Publizistik GmbH, Neckarzimmern, S. 4–5
- 2012 Rheinland-Pfalz auf dem Weg zur regenerativen Stromversorgung bis 2030 in 'Ein Jahr Energiewende – Erfahrungsberichte', Forum für Zukunftsenergien, Berlin, Schriftenreihe Band 5, Seite 104–110
- 2012 Die Energiewende ist auch ein Lebensgefühl in 'Bundesländer mit neuer Energie', Agentur für Erneuerbare Energien, Berlin, Jahresreport 2011/2012, S. 134–127
- 2013 Tradition trifft Innovation – Rheinland-Pfalz packt die Zukunft an in 'Wirtschaftsstandort Rheinland-Pfalz', Europäischer Wirtschaftsverlag, Darmstadt, S. 13–17
- 2013, Nachhaltiges Wirtschaften durch Kreislaufwirtschaft in 'Bio- und Sekundärrohstoffverwertung VIII', Witzenhausen-Institut Neues aus Forschung und Praxis, Wieder, Kern, Russen, Witzenhausen, S. 100–106
- 2013, Healthcare Management in Rheinland-Pfalz in Healthcare-Guide, Ghorfa, Arab-German Chamber of Commerce and Industry, Berlin, S. 86–89
- 2014, Die Energiewende als Triebkraft für die europäische Integration in 'Wie kann die Energiewende im Europäischen Kontext gelingen', Forum für Zukunftsenergien, Schriftenreihe Band 7, Berlin, S. 134–140
- 2014, Wirtschaftsförderung für Green Economy in 'Wirtschaft mit Weitblick', ZIRP Zukunftsinitiative Rheinland-Pfalz e. V., Mainz, S. 11
- 2014, Innovationsstrategie des Landes Rheinland-Pfalz in Beschluss des Ministerrates der Landesregierung von Rheinland-Pfalz, Vorlage MWKEL, Mainz
- 2015, Netzumbau ist keine Hürde für Energiewende. In: Bundesländer mit neuer Energie, Agentur für Erneuerbare Energien, Jahresreport 2014/2015, Berlin, S. 122–125
- 2015, Integrierte Energieversorgung auf Basis Erneuerbarer Energien. In: Wie soll das System der Energieversorgung der Zukunft aussehen, Forum für Zukunftsenergien, Schriftenreihe Band 8, Berlin, S. 126–133
- 2015, Der lange Weg zu einem Wertstoffgesetz. In: Wasser und Abfall 04-2015. Springer Viewer Fachmedien, Wiesbaden, S. 4
- 2015, Unternehmen Klimaschutz, Regierungserklärung zur Vereinbarkeit von Klimaschutz und wirtschaftlichem Handeln in Rheinland-Pfalz, im Plenum des Landtages, Mainz, Protokoll 16/108, Ziffer 7135
- 2015, Perspektiven für Rheinland-Pfalz. Nachhaltigkeitsstrategie des Landes, Fortschreibung 2015, Ministerium für Wirtschaft, Klimaschutz, Energie und Landesplanung, Mainz, S. 5.
- 2015, Der ländliche Raum, ein wirtschaftlicher Zukunftsstandort. In: 'Starke Wirtschaft, starke Regionen', ZIRP Zukunftsinitiative Rheinland-Pfalz e. V., Mainz, S. 17–20
- 2015, Briefe zur Transformation: Flächenverbrauch stoppen: Das Beispiel Rheinland-Pfalz. In: Novum, Heft 6 „Boden“, Gut Wetter Verlag UG, Forum Ökologisch Soziale Marktwirtschaft e. V., Berlin, S. 6[22]
- 2016, Politik hart am Wind. GRÜNE Perspektiven für ein gutes Leben, Eveline Lemke, Oekom Verlag, München, ISBN 978-3-86581-846-1
- 2019, Parallelen zwischen Energie- und Rohstoffwende. In: Stephanie Thiel, Olaf Holm, Elisabeth Thomé-Kozmiensky, Daniel Goldmann, Bernd Friedrich (Hrsg.): Recycling und Rohstoffe. Band 12. TK Verlag, 2019, ISBN 978-3-944310-46-6, S. 25–31
- Eveline Lemke in: Internationales Biographisches Archiv 26/2011 vom 28. Juni 2011, im Munzinger-Archiv (Artikelanfang frei abrufbar)
- 2019, Renewable Energy Policy Network for the 21st Century (Hrsg.): Renewables in Cities – 2019 Global Status Report, 134 Seiten, ISBN 978-3-9818911-9-5. (Sidebar-Autorin)